# Cupido ochsenheimeri
Cupido ochsenheimeri är en fjärilsart som beskrevs av Jean Baptiste Godart 1823. Cupido ochsenheimeri ingår i släktet Cupido och familjen juvelvingar. Inga underarter finns listade i Catalogue of Life.